# اولیور ایوانس
اولیور ایوانس (به انگلیسی: Oliver Evans) (سپتامبر ۱۳، ۱۷۵۵ – آوریل ۱۵، ۱۸۱۹) مخترع، مهندس و بازرگان آمریکایی بود. ایوانس از پیشروان فرایند ماشینی کردن ابزارها و تولیدات سنتی بوده است. او مخترع نخستین موتور بخار براساس قواعد فیزیک فشاربالا بود. اولیور ایوانس در نیوپورت، دلاور از والدینی ولزی به دنیا آمد.